# Union (Illinois)
Pour les articles homonymes, voir Union.
Union est un village du comté de McHenry dans l'Illinois, aux États-Unis,. Situé au sud-ouest du comté, il est incorporé le 12 novembre 1897.

## Démographie
Lors du recensement de 2010, le village comptait une population de 580 habitants. Elle est estimée, en 2016, à 552 habitants.

### Source de la traduction
- (en) Cet article est partiellement ou en totalité issu de l’article de Wikipédia en anglais intitulé « Union, Illinois » (voir la liste des auteurs).